# Fábio Deivson Lopes Maciel
Fábio Deivson Lopes Maciel (Nobres, 30 september 1980) is een Braziliaans voetballer die speelt als doelman. In 1997 maakte de doelman zijn debuut voor União Bandeirante. Met meer dat 1391 officieel gespeelde wedstrijden is Fábio sinds 2025 de voetballer met de meeste gespeelde wedstrijden als clubspeler.

## Statistieken
| Seizoenen | Club                 | Land     | Wedstrijden |
| --------- | -------------------- | -------- | ----------- |
| 1997      | União Bandeirante    | Brazilië | 10          |
| 1998      | Athlético Paranaense | Brazilië | 8           |
| 2000      | Cruzeiro             | Brazilië | 0           |
| 2000–2004 | Vasco da Gama        | Brazilië | 89          |
| 2005–2021 | Cruzeiro             | Brazilië | 579         |
| 2021–     | Fluminense           | Brazilië | 67          |

## Erelijst
Athlético Paranaense
- Campeonato Paranaense: 1998

 Vasco da Gama
- Campeonato Carioca: 2003
- Campeonato Brasileiro Série A: 2000
- Copa Mercosur: 2000

 Cruzeiro
- Campeonato Mineiro: 2006, 2008, 2009, 2011, 2014, 2018, 2019
- Campeonato Brasileiro Série A: 2013, 2014
- Copa do Brasil: 2000, 2017, 2018

 Fluminense
- Campeonato Carioca: 2022, 2023
- Taça Guanabara: 2022, 2023
- CONMEBOL Libertadores: 2023

 Brazilië onder 17
- FIFA WK onder 17: 1997
- CONMEBOL Campeonato Sul-Americano Sub-17: 1997

 Brazilië
- CONMEBOL Copa América: 2004

Individueel
- Bola de Prata: 2010, 2013
- Campeonato Brasileiro Série A – Team van het Jaar: 2010, 2013

1 Júlio César ·
2 Mancini ·
3 Luisão ·
4 Juan ·
5 Renato ·
6 Gustavo Nery ·
7 Adriano ·
8 Kléberson ·
9 Luís Fabiano ·
10 Alex ·
11 Edu ·
12 Fábio ·
13 Maicon ·
14 Bordon ·
15 Cris ·
16 Dudu Cearense ·
17 Adriano C. ·
18 Júlio Baptista ·
19 Diego ·
20 Felipe ·
19 Ricardo Oliveira ·
20 Vágner Love ·
Coach: Parreira